# BSA X-serie
De BSA X-serie was een kleine serie lichte 150cc-motorfietsjes die het Britse merk BSA uit Birmingham produceerde van 1934 tot 1936.

## Voorgeschiedenis
BSA had geen grote geschiedenis waar het lichte motorfietsen betrof. In 1914 had men het 250cc-2¼ HP Model geïntroduceerd, een zijklepper waarvan de productie door het uitbreken van de Eerste Wereldoorlog in de kiem werd gesmoord. In 1923 volgde de 250cc-Model B-serie, die tamelijk succesvol was en tot 1939 in productie zou blijven. Met de BSA B30-4 uit 1930 kende deze serie haar eerste kopklepper. Nóg lichter was de 175cc-BSA Model A-serie tweetakten, die in 1928 verscheen maar die door de Grote Depressie na 1930 weer verdween. 

## X-serie

### Modelaanduiding
In 1925 was BSA begonnen met de toevoeging van het bouwjaar aan de modelaanduiding. De modellen kregen nu een letter voor het model gevolgd door het getal 25, bijvoorbeeld BSA Model L25 OHV. In 1930 veranderde die aanduiding en kregen alle modellen een letter voor het model, gevolgd door een getal voor het bouwjaar en een tweede getal voor de positie in de catalogus. De BSA L30-5 stond dus als vijfde in de catalogus. De 150cc-modellen kregen echter een "0" in de modelaanduiding. Waarschijnlijk was dit gedaan om continuïteit in de aanduidingen van de bestaande modellen te verkrijgen. De BSA B32-1 werd op die manier gewoon BSA B33-1 en dat gold ook voor de andere modellen. 

### X34-0, X35-0 en X0
In 1933 was de goedkoopste BSA de B33-1, een 250cc-zijklepper die 33 pond kostte en in de 30 shilling-belastingklasse viel. BSA stelde vast dat er klanten waren voor een goedkope motorfiets, die in de 15 shilling-belastingklasse zou vallen maar die toch sportieve eigenschappen had. Geen commuter bike voor woon-werkverkeer, maar voor jonge rijders met weinig geld die toch sportief wilden rijden. De BSA X34-0 werd in november 1933 aan het publiek voorgesteld en ging in 1934 in productie. Ze kostte 29 pond, 17 shilling en 6 pence. Voor dat geld was de uitrusting karig. Zo had de machine geen stuurdemper en ook geen twistgrip-control, die tegen meerprijs wel leverbaar was. 

#### Motor
De motor was een luchtgekoelde, dwarsgeplaatste eencilinder kopklepmotor met stoterstangen. De boring bedroeg 52 mm, de slag 70 mm waardoor de cilinderinhoud op 148,7 cc kwam. De klepveren zaten in de buitenlucht. Aan de rechterkant zaten de stoterstangen en de oliepomp, maar daar miste men de aandrijving voor de ontstekingsmagneet. Die zat alleen bij dit model aan de linkerkant, aangedreven door een kettinkje vanaf de krukas. Die magneet was feitelijk een Maglita, gecombineerd met de dynamo, geproduceerd in Coventry met een niet al te beste reputatie. De carburateur kwam van Amal in Birmingham. De motor werd gesmeerd met een dry-sumpsysteem waarvan de olietank onder het zadel zat. 

#### Transmissie
Op het linker uiteinde van de krukas zat een transmissiedemper om de aandrijfkettingen te beschermen tegen de klappen van de motor. De primaire ketting liep in een gesloten kettingkast, waarin een tweede ketting de Maglita aandreef. Dan volgde de meervoudige droge plaatkoppeling en een handgeschakelde drieversnellingsbak met kickstarter. De secundaire aandrijving verliep met een ketting in een open kettingscherm.

#### Rijwielgedeelte
De machine had een licht open brugframe waarin de motor een dragende functie had. Aan de achterkant van het motorblok waren versnellingsbak en rempedaal opgehangen aan schetsplaten. De voorvering werd verzorgd door een parallellogramvork uit eigen huis, die werkte volgens het Girder-principe met een enkele centrale veer. Er was geen stuurdemper aan boord, maar wel een frictiedemper op de voorvork voor de demping. Achtervering was er niet. Voor en achter zaten trommelremmen en de machine had een praktische middenbok en een opklapbaar achterspatbord voor de verwijdering van het achterwiel. Boven het achterspatbord zat een klein plaatstalen bagagedragertje. 
In 1935 volgde de BSA X35-0, die nu 31 pond, 7 shilling en 6 pence kostte en waarbij de Maglito nog steeds achter de cilinder zat, maar nu aan de rechterkant aangedreven, zoals dat ook bij de andere BSA-modellen gebruikelijk was. 
In 1936 veranderde alleen de modelnaam: het werd nu BSA X0.

## Einde productie
In 1936 kwam constructeur Val Page over van Triumph naar BSA. Voor het modeljaar 1937 liet hij een flink aantal modellen vervallen en andere werden gemoderniseerd. Onder de modellen die verdwenen was ook de BSA X-serie. De lichtste BSA's in 1937 waren de 250cc-B20 Tourer, B21 Sports en B22 Empire Star.

## Afbeeldingen

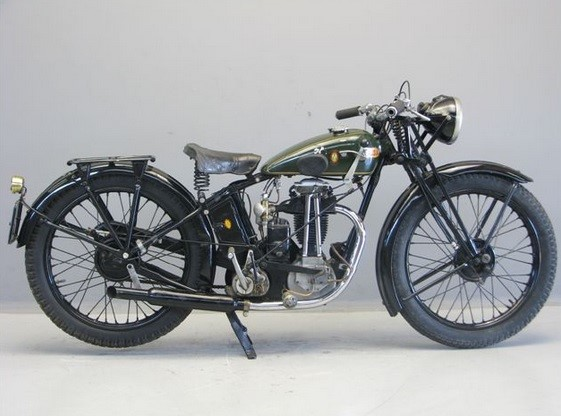
BSA X34-0 uit 1934.
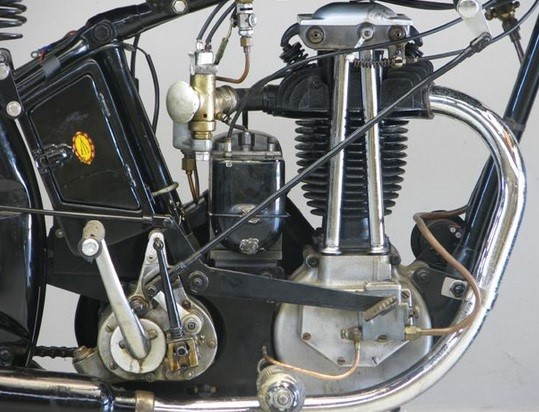
Aan de rechterkant van het motorblok ontbrak de aandrijving van de ontstekingsmagneet, die bij alle andere BSA's aan de voorkant van het motorblok zat. Op het distributiecarter zaten wel de oliepomp en de beide stoterstangen voor de bediening van de kleppen. Het open brugframe bestond grotendeels uit schetsplaten waar ook het rempedaal en de versnellingsbak met kickstarter in zaten. Linksboven zit de olietank.
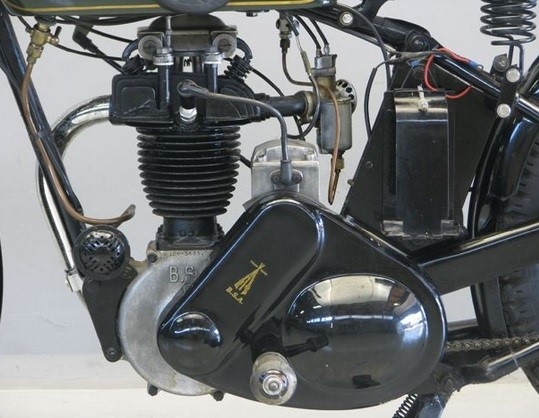
De linkerkant van het motorblok had een tamelijk grote primaire kettingkast. De "bult" aan de linkerkant bevat de transmissiedemper, de bult aan de rechterkant de koppeling en het diagonaal lopende deel de aandrijfketting voor de Maglita-ontstekingsmagneet annex dynamo.